# Ema Volavšek
Ema Volavšek (* 15. Dezember 2002) ist eine slowenische Nordische Kombiniererin.

## Werdegang

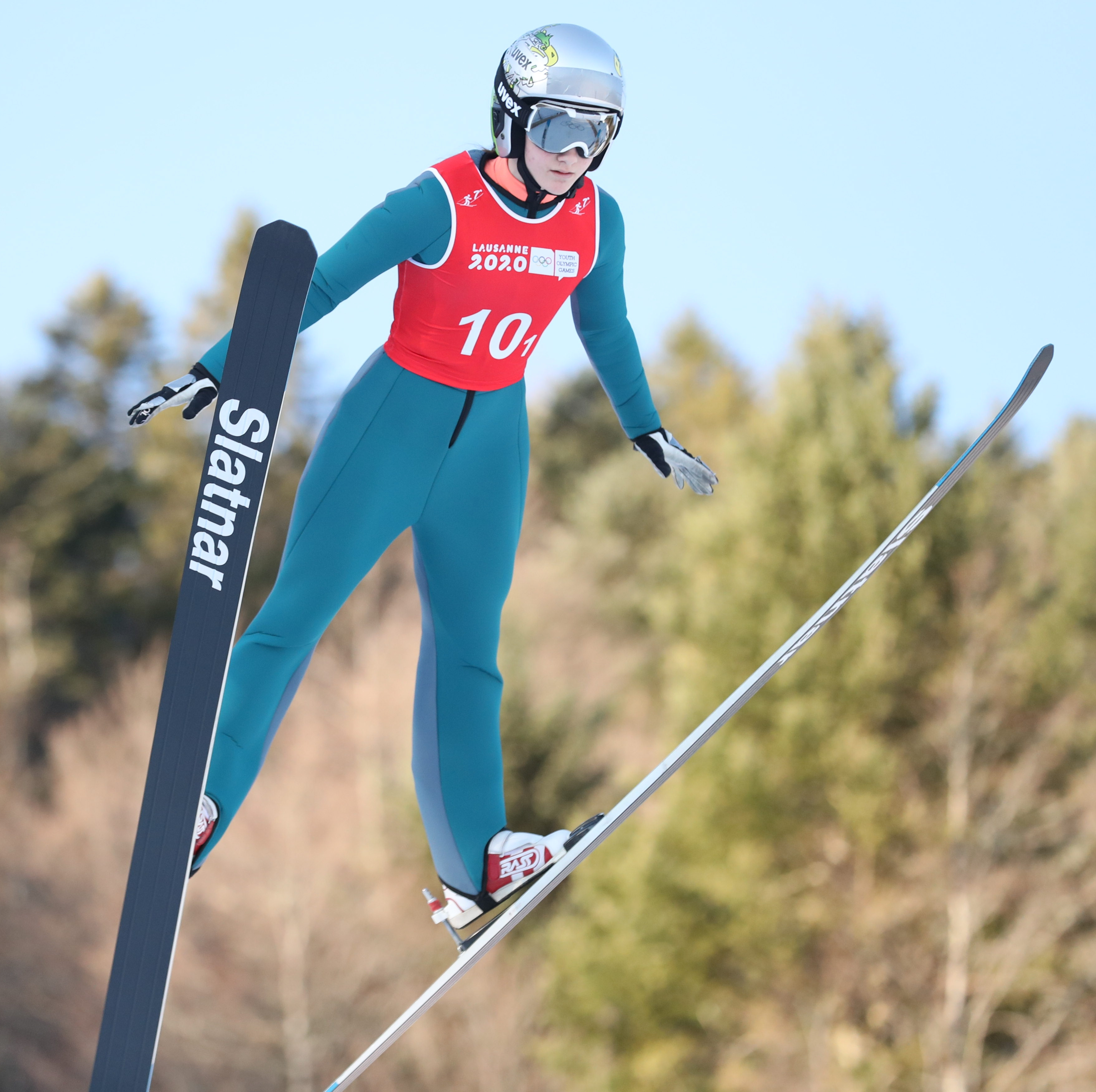
Volavšek bei den Olympischen Jugend-Winterspielen 2020

Volavšek, die für SSK Ilirija startet, gab ihr internationales Debüt im Rahmen des Youth Cups am 7. Januar 2017 in Harrachov, wo sie den achten Platz belegte. In den folgenden Jahren startete sie regelmäßig in Wettbewerben des Youth Cups sowie des Alpencups. Nachdem sie bereits in beiden Wettkampfserien mehrere Podestplätze erzielen konnte, gewann sie am 25. August 2018 mit dem Sieg des Youth-Cup-Sprints in Oberstdorf erstmals einen Wettkampf. Zwei Wochen später wurde sie zum ersten Mal slowenische Meisterin. Am 5. Januar 2019 gab Volavšek ihr Debüt im Continental Cup, der höchsten Wettkampfserie der Frauen in dieser Saison. Nachdem sie in Otepää zunächst Sechste wurde, belegte sie bei ihrem zweiten Wettkampf einen Tag später den elften Rang. Am darauffolgenden Wochenende gewann sie in Schonach ihren ersten Wettbewerb nach der Gundersen-Methode im Alpencup. Wenige Wochen später nahm sie an der erstmaligen Austragung eines offiziellen Juniorinnen-Wettkampfs bei den Nordischen Junioren-Skiweltmeisterschaften 2019 in Lahti teil und erreichte dabei den siebten Platz. Die Saison schloss sie auf Rang 26 in der COC-Gesamtwertung, als Dritte in der Gesamtwertung des Alpencups sowie mit dem Gewinn ihres zweiten Meistertitels ab.
Bei ihrem Debüt im Grand Prix am 25. August 2019 in Oberwiesenthal belegte Volavšek den achten Platz. Nachdem sie in Klingenthal Sechste wurde, trat sie bei der letzten Station in Oberhof nicht mehr an und belegte schließlich den vierzehnten Rang in der Gesamtwertung. Bei den Olympischen Jugend-Winterspielen 2020 in Lausanne wurde Volavšek Elfte. Wenige Wochen später nahm sie an den Junioren-Skiweltmeisterschaften 2020 in Oberwiesenthal teil, blieb jedoch mit Rang 22 im Gundersen Einzel sowie dem achten Platz im Mixed-Team deutlich hinter der Spitze zurück. Im Continental Cup ging sie lediglich am Wettkampfwochenende in Eisenerz an den Start und belegte in der Gesamtwertung Rang 42.
Am 18. Dezember 2020 nahm Volavšek am historisch ersten Weltcup-Wettbewerb in der Ramsau am Dachstein teil und belegte dabei den 16. Platz. An den darauffolgenden Tagen wurde sie zweimal hinter Sigrun Kleinrath und vor Jenny Nowak Zweite bei den Alpencup-Wettbewerben in Seefeld in Tirol. Nach einer mehrwöchigen Wettkampfpause standen vom 22. bis 24. Januar 2021 in Eisenerz die ersten Continental-Cup-Wettbewerbe der Saison an. Am zweiten Wettkampftag erreichte Volavšek mit dem fünften Platz ihr bis dato bestes Ergebnis in dieser Wettkampfserie. Wenige Wochen später reiste sie erneut zu den Nordischen Junioren-Skiweltmeisterschaften nach Lahti, wo sie sowohl im Gundersen Einzel als auch im Mixed-Team Achte wurde. Bei den Nordischen Skiweltmeisterschaften 2021 in Oberstdorf ging Volavšek nach dem Sprunglauf mit einem Rückstand von knapp drei Minuten auf die Führende auf die Loipe, auf der sie sich um einen Platz verbessern konnte und schließlich den 20. Platz belegte. Zum Saisonabschluss erreichte Volavšek die Ränge vier und zwei im Alpencup und wurde damit in der Alpencup-Gesamtwertung erneut Dritte. Da sie am letzten Continental-Cup-Wochenende nicht teilnahm, fiel sie in dessen Gesamtwertung auf Rang 18 zurück.
Am 21. Dezember 2022 sprang Volavšek in Planica ihre persönliche Bestweite von 110,5 m. Bei den Nordischen Skiweltmeisterschaften 2023 in Planica lief sie im Gundersen Einzelf auf den zwölften Platz. Gemeinsam mit Gašper Brecl, Silva Verbič und Matic Garbajs wurde sie zudem Achte im Mixed-Team. Aufgrund eines Meniskusschadens im linken Knie wurde Volavšek im September 2023 operiert.
In der Weltcup-Saison 2024/25 lief Volavšek regelmäßig unter die besten Zehn. Bei der ersten Austragung des Nordic Combined Triples in Seefeld wurde sie am zweiten Wettkampftag disqualifiziert und durfte daher auch beim abschließenden Rennen nicht starten. Damit verlor sie in der Weltcupgesamtwertung einige Plätze. Mitte Februar stellten Ärzte bei Volavšek eine Stressfraktur im Fuß fest. Dennoch ging sie bei den Nordischen Skiweltmeisterschaften 2025 in Trondheim an den Start. Dort erreichte Volavšek im Massenstart den elften sowie im Gundersen Einzel den zehnten Platz. Gemeinsam mit Vid Vrhovnik, Tia Malovrh und Gašper Brecl wurde sie zudem Siebte im Mixed-Team. Anschließend beendete sie aufgrund ihrer Verletzung die Saison vorzeitig.

## Privates
Volavšek hat zwei Brüder. Sie brach ihr Studium der Kinesiologie ab und begann in Ljubljana Englisch zu studieren.

## Erfolge

### Grand-Prix-Siege im Einzel
| Nr. | Datum             | Ort            | Disziplin               |
| --- | ----------------- | -------------- | ----------------------- |
| 01. | 28. August 2022   | Oberwiesenthal | Gundersen Normalschanze |
| 02. | 3. September 2023 | Villach        | Gundersen Normalschanze |

### Grand-Prix-Siege im Team
| Nr. | Datum           | Ort        | Disziplin    |
| --- | --------------- | ---------- | ------------ |
| 1.  | 24. August 2024 | Tschagguns | Mixed-Team 1 |

## Statistik

### Platzierungen bei Weltmeisterschaften
| Jahr und Ort    | Wettbewerb | Wettbewerb  | Wettbewerb |
| Jahr und Ort    | Gundersen  | Massenstart | Mixed-Team |
| --------------- | ---------- | ----------- | ---------- |
| 2021 Oberstdorf | 20.        | —           | —          |
| 2023 Planica    | 12.        | —           | 08.        |
| 2025 Trondheim  | 10.        | 11.         | 07.        |

### Weltcup-Platzierungen
| Saison  | Platz | Punkte |
| ------- | ----- | ------ |
| 2020/21 | 16.   | 015    |
| 2021/22 | 03.   | 387    |
| 2022/23 | 11.   | 231    |
| 2023/24 | 30.   | 089    |
| 2024/25 | 13.   | 486    |

### Grand-Prix-Platzierungen
| Saison | Platz | Punkte |
| ------ | ----- | ------ |
| 2019   | 14.   | 072    |
| 2021   | 02.   | 284    |
| 2022   | 01.   | 285    |
| 2023   | 01.   | 370    |
| 2024   | 02.   | 330    |

### Continental-Cup-Platzierungen
| Saison  | Platz | Punkte |
| ------- | ----- | ------ |
| 2018/19 | 26.   | 064    |
| 2019/20 | 42.   | 012    |
| 2020/21 | 18.   | 083    |
| 2021/22 | 03.   | 215    |

### Alpencup-Platzierungen
| Saison  | Platz | Punkte |
| ------- | ----- | ------ |
| 2017/18 | 04.   | 513    |
| 2018/19 | 03.   | 522    |
| 2019/20 | 07.   | 196    |
| 2020/21 | 03.   | 290    |